# Souimanga du Nil
Espèce
Statut de conservation UICN

 LC  : Préoccupation mineure
Le Souimanga du Nil (Hedydipna metallica) est une espèce de passereaux de la famille des Nectariniidae.

## Répartition
Cet oiseau vit dans le nord-est de l'Afrique et le sud-ouest de la péninsule arabique.

## Habitat
Cet oiseau fréquente des milieux plutôt secs (savanes, maquis et prairies) mais aussi des jardins ruraux et des terres irriguées.

## Alimentation
Cet oiseau se nourrit du nectar de diverses fleurs (e.g. Nerium oleander, Loranthaceae...).